# 9179 Satchmo
9179 Satchmo (1991 EM1) là một tiểu hành tinh vành đai chính.